# WSG Tirol
WSG Swarovski Tirol Fußball (kendt som WSG Tirol) er en østrigsk fodboldklub fra byen Wattens. Klubben spiller i  Bundesliga, og har hjemmebane på Gernot Langes Stadion. Klubben blev grundlagt i 1930. Klubben hed først SC Wattens, senere SV Wattens og WSG Wattens, inden den i 2019 skiftede til det nuværende navn. Samme år vendte klubben tilbage til den østrigske bundesliga.